# Kai Stüwe
Kai Stüwe ist ein deutscher, ehemaliger Rechtsrock-Musiker, der vor allem durch die Band Freikorps populär wurde und gelegentlich unter dem Pseudonym Kai Freikorps als Liedermacher auftrat. 

## Leben
Kai Stüwe begann seine musikalische Karriere bei der Punk-Band Droogies, die ein Album auf dem Label Nuclear Blast veröffentlichte. 1988 gründete er seine erste Skinhead-Band United Blood, aus der später Freikorps hervorging. Neben dieser Band beteiligte er sich in den 1990ern an zahlreichen Rechtsrock-Produktionen als Musiker, Songwriter und Sänger. Er galt als eines der Gründungsmitglieder der Hammerskins in Schleswig-Holstein.
1999 stieg er aus der rechtsextremen Szene aus.

## Diskografie

### Mit Asgard
- 1994: Sieg des Glaubens (CD, Vincente Directory)
- 1995: Der Sturm bricht los (CD, Vincente Directory)
- 1995: Komm mit uns (CD, Vincente Directory)
- 2001: Ein Volk steht auf (CD, Vincente Directory)

### Mit Droogies
- 1988: Sometimes (7’’, Gore Records)
- 1989: Remember (LP, Nuclear Blast)
- 1991:  Heaven     (LP, Shredder Records)

### Mit Freikorps
- siehe Freikorps

### Als Kai Freikorps
- 1995: Abschied (Mini-CD, Excalibur Records)
- 1998: Nordmann (CD, Rock-O-Rama)
- 1998: Heil Odin! (CD, BHCD/Rock-O-Rama Records)

### Mit Holsteiner Jungs
- 1996: Zurück auf den Straßen (CD, Walhalla Records)
- 1997: Hass im Gesicht (CD, Walhalla Records)

### Als Hooligan Beat
- 1995: Patriotic and Proud (CD, Rock-O-Rama)
- 1997: Backstreet Battalion (CD, Rock-o-Rama)

### Weitere Projekte
- 1994: Oi Dramz: Skinhead (CD, BHCD/Rock-O-Rama)
- 1995: Kevin Freigard: Lieder mal ganz anders (CD, Pop-Oi-Ye Records)
- 1997: Wolf (Kai Freikorps und Ken McLellan) (CD, AEL)